# Thiên Đồng Như Tịnh
Thiên Đồng Như Tịnh (zh. 天童如淨, Tiāntóng Rújìng, ja. Tendō Nyōjo, ngày 7 tháng 7 năm 1163 - ngày 17 tháng 7 năm 1228) là một Thiền sư Trung Quốc đời Tống, thuộc Tông Tào Động đời thứ 13, là đệ tử nối pháp của Thiền sư Tuyết Đậu Trí Giám. Vì sư tính tình hào sảng vui vẻ nên tùng lâm còn gọi là Tịnh Trưởng (zh. 淨長), sau đổi lại là Trưởng Ông (zh. 長翁), nên sư còn có hiệu khác là Trưởng (Trường) Ông Như Tịnh.
Đệ tử nổi tiếng nhất của sư là Thiền sư Đạo Nguyên Hi Huyền - người đầu tiên truyền bá tông Tào Động sang Nhật Bản và thành công nhất. Đến nay tông phái này vẫn còn phát triển mạnh mẽ tại Nhật và được truyền qua phương tây với tên gọi phổ biến là Soto Zen.

## Cơ duyên ngộ đạo
Sư sinh ngày mùng 7 tháng 7 năm đầu (1163) niên hiệu Long Hưng tại Vi Giang, Minh Châu (nay là huyện Ngân, tỉnh Chiết giang). Ngay từ nhỏ sư đã tỏ ra thông minh khác thường. Lớn lên sư xuất gia và nghiên cứu các kinh điển. Đến năm 19 tuổi, sư đến yết kiến Thiền Sư Túc Am Trí Giám ở núi Tuyết Đậu và kế thừa dòng pháp của vị này.
Cơ duyên ngộ đạo của sư được kể lại như sau:
Một hôm, Túc Am bảo sư tham câu thoại "Cây bách trước sân". Sư tỏ ngộ, liền trình lên câu kệ:
Ý tổ Tây Lai bách trước sân
Lỗ mũi quạnh hiu giữa mắt xanh
Cành khô rơi rụng loanh quanh nhảy
Xanh biếc lá tùng cuộn rất nhanh.
Túc Am gật đầu ấn chứng và nói kệ:
Thiên Đồng ra đời
Sáu chỗ đạo tràng
Hai lần tuân chỉ
Hưng thịnh đạo pháp
Có thể biết được.

## Hoằng pháp
Sau khi được khai ngộ, sư đi du phương hành cước các nơi hơn 20 năm. Vào năm thứ 3 (1210) niên hiệu Gia Định, sư đến trú tại Thanh Lương tự thuộc phủ Kiến Giang, tỉnh Giang Tô. Sư cũng lần lượt trụ trì qua các chùa như Thoại Nham tự ở Đài Châu, Tịnh Từ tự ở phủ Lâm An và Thoại Nham tự ở Minh Châu, tỉnh Triết Giang. Sau đó sư quay về Tịnh Từ tự và trong thời gian này vua nhà Tống vì mến mộ đức hạnh của sư nên ban cà sa tía nhưng sư đã khéo léo từ chối không nhận.
Sau khi nhận di thư của Thiền sư Vô Tế Liễu Phái (tông Lâm Tế) - cựu trụ trì Thiên Đồng Cảnh Đức Thiền Tự ở vùng Minh Châu. Vào năm thứ 17 niên hiệu Gia Định, sư đến đây trụ trì và xiển dương giáo pháp của tông Tào Động. Chính trong khoảng thời gian này thì vị tăng Đạo Nguyên Hi Huyền  (người Nhật) sang tham học và đại ngộ, kế thừa dòng pháp của sư. Trong bộ Chánh Pháp Nhãn Tạng (zh. 正法眼藏, ja. Shōbōgenzō) do Thiền sư Đạo Nguyên sáng tác sau này đã thể hiện đầy đủ phong cách và dung mạo của Như Tịnh.
Quyển Truyền Quang Lục của Oánh Sơn Thiệu Cẩn cho biết, dù đã là trụ trì và có nhiều đồ chúng, sư vẫn sống giản dị và không đặt mình lên trên người khác. Hằng ngày sư chỉ khoác một bộ áo tràng đen và cà sa tăng chứ không dùng y phục đắt tiền. Ngay cả khi đã đạt được giác ngộ, sư vẫn sẵn sàng dọn dẹp phòng tắm.
Theo truyền thống, sư chính là người sáng tạo ra các thuật ngữ Thiền như "Thân Tâm Thoát Lạc" (zh. 身心脫落, ja. shinjin-datsuraku) và "Chỉ Quản Đả Tọa" (zh. 只管打坐, ja. shikantaza).
Vào ngày 17 tháng 7 năm đầu (1228) niên hiệu Thiệu Định đời Tống, sư thị tịch tại chùa Tịnh Từ, hưởng thọ 66 tuổi, tháp mộ đến nay vẫn còn. Trước khi tịch, sư có nói bài kệ:
Hán văn
六十六年
罪犯彌天
打箇臉跳
活陷黃泉
咦、從來生死不相干
Dịch nghĩa
Sáu mươi sáu năm
Phạm tội ngất trời
Đánh cho nhảy vọt
Chôn sống suối vàng
Chà! Xưa nay sống chết chả hề hấn gì!
Hành trạng và pháp ngữ của sư được môn đệ ghi lại trong bộ Như Tịnh Thiền Sư Ngữ Lục (zh. 如淨禪師語錄, 2 quyển) và Như Tịnh Thiền Sư Tục Ngữ Lục (zh. 如淨禪師續語錄, 1 quyển).